# Брежнева, Виктория Петровна
Викто́рия Петро́вна Бре́жнева (урождённая Дени́сова; 28 ноября [11 декабря] 1907, Белгород, Курская губерния — 5 июля 1995, Москва) — супруга Генерального секретаря ЦК КПСС Леонида Брежнева.

## Биография
Родилась в Белгороде 28 ноября (11 декабря) 1907 года в многодетной семье. Из-за характерных черт внешности Викторию Петровну иногда принимали за еврейку. Сама она еврейское происхождение отрицала, а редкое в ту пору для восточных славян имя Виктория связывала с соседством своей семьи с поляками, среди которых это имя было распространено.

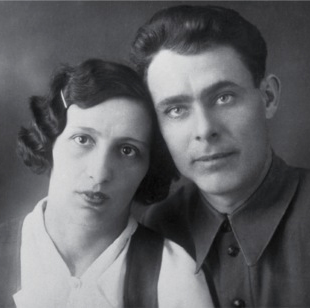
Виктория Петровна и Леонид Ильич Брежневы,
1927 год

После девяти лет обучения в школе Виктория поступила в Курский медицинский техникум. На первом курсе, в общежитии техникума, на танцах она познакомилась с будущим супругом Леонидом Брежневым. На тот момент в 1925 году Леонид учился на третьем курсе землемерно-мелиоративного техникума. Впоследствии вдова Брежнева вспоминала, что сначала он пригласил на танцы её подружку, но та ответила отказом, поскольку молодой человек не умел танцевать, а Виктория согласилась. 
В 1928 году Леонид и Виктория поженились и поселились под Свердловском, снимали комнату, при этом Виктория работала акушеркой в больнице. Через год у них родилась дочь Галина (1929—1998), после чего Виктория стала домохозяйкой, а в 1933 году — сын Юрий (1933—2013).
Получившая диплом акушерки, но работавшая только до рождения дочери, Виктория занималась домом и семьёй. После того, как Леонид Брежнев занялся государственной деятельностью, занимая высокие посты, его жена не изменила привычного образа жизни. Далёкая от политики и равнодушная к ней, она не любила привлекать к себе внимание публики, предпочитая оставаться домохозяйкой. Виктория Петровна занималась гардеробом супруга и, по воспоминаниям современников, всегда прекрасно готовила. Когда Брежнев вступил в должность генерального секретаря ЦК КПСС и у него появились личные повара, она научила их готовить так, как нравилось её мужу.
«Первой леди» Виктория Брежнева являлась только формально. Она лишь изредка сопровождала супруга на государственных приёмах, основную массу времени уделяя домашним делам, детям, внукам и правнукам. Вместе с семьёй Брежневых жила со своим ребёнком медсестра Н., которая предоставляла Л. И. Брежневу обезболивающие. Жили также охранявшие семью сотрудники КГБ, посещали врачи. Официальных обязанностей у жены генсека было немного. Но именно с её любовью к фигурному катанию связано предоставление этому виду спорта прайм-тайм на ТВ. Приглашала к себе в гости только своих подруг — жену Андрея Громыко Лидию и жену Константина Черненко Анну.
Вскоре после смерти мужа в 1982 году у Виктории Петровны отняли часть имущества, включая дачу. Была установлена персональная пенсия союзного значения в размере 300 рублей в месяц. Вдова Брежнева пережила его почти на тринадцать лет. Последние годы жизни она провела в одиночестве в своей московской квартире. Страдавшая диабетом, она была вынуждена регулярно делать инъекции инсулина.
Скончалась Виктория Петровна Брежнева 5 июля 1995 года. Её похоронили рядом с родителями на Новодевичьем кладбище в Москве.

## Семья
Отец — Пётр Никанорович Денисов (1881—1965), работал машинистом на железной дороге. Похоронен в Москве на Новодевичьем кладбище.
Мать — Анна Владимировна Денисова (1886—1967), домохозяйка, занималась воспитанием детей — четырёх дочерей и сына. Похоронена рядом с мужем в Москве на Новодевичьем кладбище.
Муж (с 11 декабря 1927 года до 10 ноября 1982 года) — Леонид Ильич Брежнев (1906—1982), советский государственный и партийный деятель, Генеральный секретарь ЦК КПСС (1964—1982). Похоронен в Москве в некрополе у Кремлёвской стены.
По окончании школы Виктория Петровна поступила в Курский медицинский техникум. В 1925 году на танцах в общежитии техникума она познакомилась с будущим супругом, Леонидом Брежневым. В то время он учился на третьем курсе землемерно-мелиоративного техникума, а Виктория — на первом курсе медицинского техникума. Впоследствии вдова Брежнева вспоминала, что сначала он пригласил на танцы её подружку, но та ответила отказом, поскольку молодой человек не умел танцевать, а Виктория согласилась. В конце 1927 года Леонид и Виктория поженились.
- Дочь — Галина Леонидовна Брежнева (1929—1998). Была одной из самых скандальных фигур советской элиты. Её мужьями были: артист цирка, эквилибрист и акробат Евгений Тимофеевич Милаев (1910—1983), иллюзионист Игорь Эмильевич Кио (1944—2006, брак длился 10 дней), заместитель министра внутренних дел СССР, генерал-полковник Юрий Михайлович Чурбанов (1936—2013). Говорили о близкой связи Галины Брежневой с артистом балета, народным артистом СССР Марисом Эдуардовичем Лиепой (1936—1989). Но наиболее скандальной считается связь Галины с цыганским актёром и певцом Борисом Ивановичем Буряце (1946—1987). Похоронена рядом с матерью в Москве на Новодевичьем кладбище.
  - Внучка (от первого брака Галины Брежневой с Евгением Милаевым) — Виктория Евгеньевна Милаева (Филиппова; 1952—2018). Прах захоронен рядом с отцом в Москве на Новодевичьем кладбище. 
    - Правнучка — Галина Михайловна Филиппова (род. 1973), окончила филологический факультет МГУ.

- Сын — Юрий Леонидович Брежнев (1933—2013), советский государственный и партийный деятель, первый заместитель министра внешней торговли СССР. Похоронен рядом с женой на Ваганьковском кладбище г. Москвы (в колумбарии).
  - Внук — Леонид Юрьевич Брежнев (род. 1956), химик-технолог, преподаватель химфака МГУ, работал на одном из московских предприятий, позднее бизнесмен, разрабатывает химические добавки, шампуни. В разводе с женой.[7]
    - Правнук — Юрий Леонидович Брежнев[7]
    - Правнучка — Мария Леонидовна Брежнева[7]
    - Правнучка — Алина Леонидовна Брежнева[7]
    - Правнук — Леонид Леонидович Брежнев (род. 1996)[7]

  - Внук — Андрей Юрьевич Брежнев (1961—2018), советский экономист и российский политик. Прах захоронен в Москве на Новодевичьем кладбище.
    - Правнук — Леонид Андреевич Брежнев (род. 1984)[8], работает переводчиком в военном ведомстве.
    - Правнук — Дмитрий Андреевич Брежнев (род. 1985)[9], окончил Оксфордский университет, работает в сфере продаж программного обеспечения.

## Киновоплощения
- Марина Солопченко (в молодости) и Светлана Крючкова (в пожилом возрасте) («Брежнев», 2005)
- Наталья Позднякова («Галина», 2008)
- Мария Кузнецова («Последняя встреча», 2010)
- Раиса Конюхова («Казнокрады», 2011)
- Алина Ольшанская («Жуков», 2012)
- Елена Бушуева («Петля Нестерова», 2015)